# Myofasziales Schmerzsyndrom
Das myofasziale Schmerzsyndrom (MSS) ist ein Krankheitsbild, das durch Schmerzen im Bewegungsapparat gekennzeichnet ist, welche nicht von Gelenken, Periost, Muskelerkrankungen oder anderen neurologischen Erkrankungen ausgehen. Im Gegensatz zur Fibromyalgie liegt beim MSS stets ein lokal begrenzter Schmerzzustand vor.

## Ursache
Ursache für das myofasziale Schmerzsyndrom ist ein überempfindlicher Herd in einem Muskel, der als Triggerpunkt bezeichnet wird. Er entsteht durch Überlastung eines Muskels, die zu einer anhaltenden Kontraktion einzelner Sarkomere führt. Dabei kommt es zu einer lokal begrenzten Sauerstoffunterversorgung und zu einer Hemmung der Wiederaufnahme von Calcium in das sarkoplasmatische Retikulum und damit zu einer Dauerkontraktion. Dieser Kontrakturknoten ist meist tastbar. Die Ausschüttung von Botenstoffen führt zu einem Schmerz, der sich durch spinale Reflexe auf benachbarte Muskelbezirke ausdehnen kann.
Ausgangspunkt für Muskelüberlastungen können Stress, kleinste Schäden durch ständig wiederkehrende Bewegungen, Fehlernährung, hormonelle Störungen, Immobilität, Muskelschwäche, Krämpfe oder neurologische Schäden (Schädigungen einzelner Nervenwurzeln) sein. Auch eine Unterkühlung (z. B. zu dünne Kleidung im Winter) kann zur Entwicklung von Triggerpunkten führen.

## Klinisches Bild und Diagnostik
Charakteristisch ist ein lokaler druckempfindlicher Punkt, ein hartes gespanntes Muskelbündel (Muskelhartspann, taut band), genannt auch Myogelose, und ein Ausstrahlen des Schmerzes in die so genannte Übertragungszone bei Druck auf den Triggerpunkt. Bei Druck auf den Triggerpunkt kommt es zu einem reflektorischen Zucken der dortigen Muskelfasern (lokale Zuckungsreaktion, LZR). Zudem besteht eine eingeschränkte Beweglichkeit und Muskelschwäche des Gebietes. Eine Dehnung des Muskels ist schmerzbedingt nur eingeschränkt möglich.
Wenn der Schmerz bei Ausübung des Druckes einem Dermatom folgt, dann handelt es sich nicht um einen Triggerpunkt. So kann man Triggerpunkte immer klar von neurologischen Ursachen unterscheiden.
Muskelhartspann und reflektorisches Zucken fehlen bei den tender points der Fibromyalgie; allerdings treten bei 70 % der Fibromyalgie-Patienten gleichzeitig MSS-Triggerpunkte auf.

## Histologie
In den betroffenen Abschnitten der Muskulatur findet sich eine deutliche Verschmälerung des Endomysiums. Zusätzlich konnten Schäden und Atrophiezeichen von Muskelfasern nachgewiesen werden. Da diese Veränderungen langfristig erscheinen, erklären sie die Beobachtung, dass Verhärtungen auch unter Narkose tastbar bleiben.

## Behandlung
Die Behandlung erfolgt vor allem durch Physiotherapie (Triggerpunkttherapie, Massage).
Wärmebehandlungen, wie z. B. Naturfango, Rotlicht oder ein Körnerkissen, können im Anschluss zur eigentlichen Therapie durch die Anregung des Stoffwechsels ebenfalls einen positiven Einfluss haben.
Bei komplizierten Formen können Muskelrelaxanzien wie Tolperison oder Methocarbamol eingesetzt werden. Bei therapieresistenten Formen erfolgt eine invase Behandlung durch Infiltration des Triggerpunkts. Dabei wird eine Nadel in den Triggerpunkt vorgeführt und vor- und zurückgeschoben (Dry Needling), gegebenenfalls werden isotonische Kochsalzlösung, ein Lokalanästhetikum oder Botulinumtoxin injiziert.

## Kontroverse
In einer Übersichtsarbeit von 2015 kam eine Arbeitsgruppe zu dem Schluss, dass das myofasziale Schmerzsyndrom basierend auf Triggerpunkten eine reine Erfindung sei und keine wissenschaftliche Grundlage habe. Daraufhin erschien in der Zeitschrift Journal of Bodywork & Movement Therapies, dem offiziellen Organ verschiedener Therapiegesellschaften einschließlich der National Association of Myofascial Trigger Point Therapists USA, eine umfangreiche Zurückweisung dieser Kritik.

## Leitlinien
- S1-Leitlinie Diagnostik und Differenzialdiagnose bei Myalgien der Deutschen Gesellschaft für Neurologie (DGN). In: AWMF online (Stand 2020)